# Cando (Boimorto)
Cando (en gallego y oficialmente, O Cando) es una aldea española situada en la parroquia de Dormeá, del municipio de Boimorto, en la provincia de La Coruña, Galicia.

## Demografía
| Gráfica de evolución demográfica de Cando entre 2000 y 2018 |
|                                                             |
| Datos según el nomenclátor publicado por el INE.            |